# 春秋航空日本
春秋航空日本株式会社是一家日本的低成本航空公司，为日本航空、春秋航空共同出資的公司，略称为Spring Japan，2014年8月正式开航。以日本东京成田国际机场为主枢纽机场，运营日本国内的航线以及往返中國大陸等國際航線。

## 概述
该公司是春秋航空的子公司，于2012年9月7日出资设立。由于日本航空法对于外资有限制，因此春秋航空的出资比例仅为33%。
2018年3月30日，樫原利幸就任总裁。

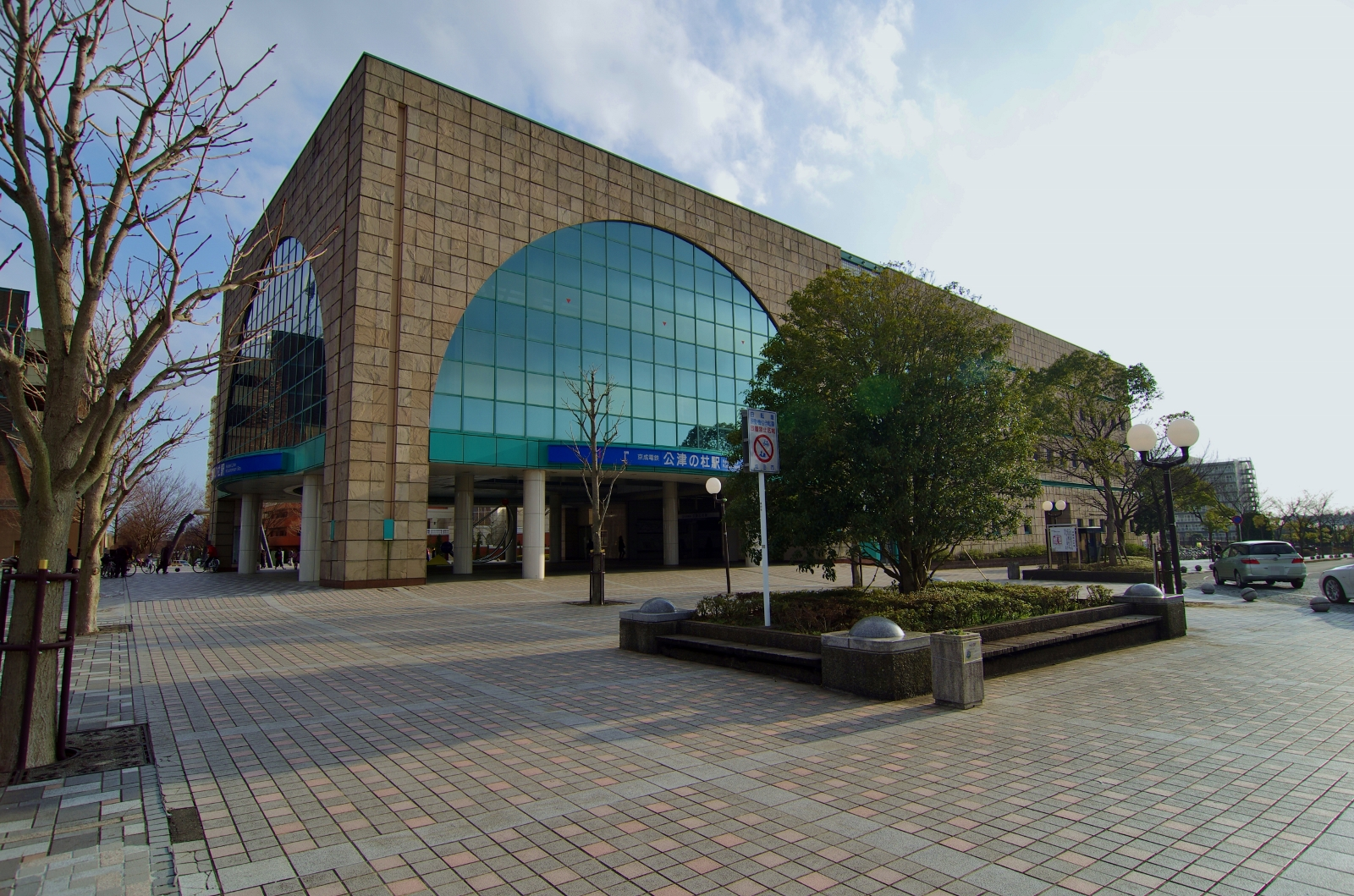
春秋航空日本的总部

2021年7月，日本航空增資擴股，春秋航空對該公司持股比例由56%降至30%；而日本航空對春秋航空日本出資比率提高到三分之二，春秋航空日本成為日本航空的子公司。10月公司名称由「春秋航空日本株式会社」更名为「スプリング・ジャパン株式会社」。

## 航线

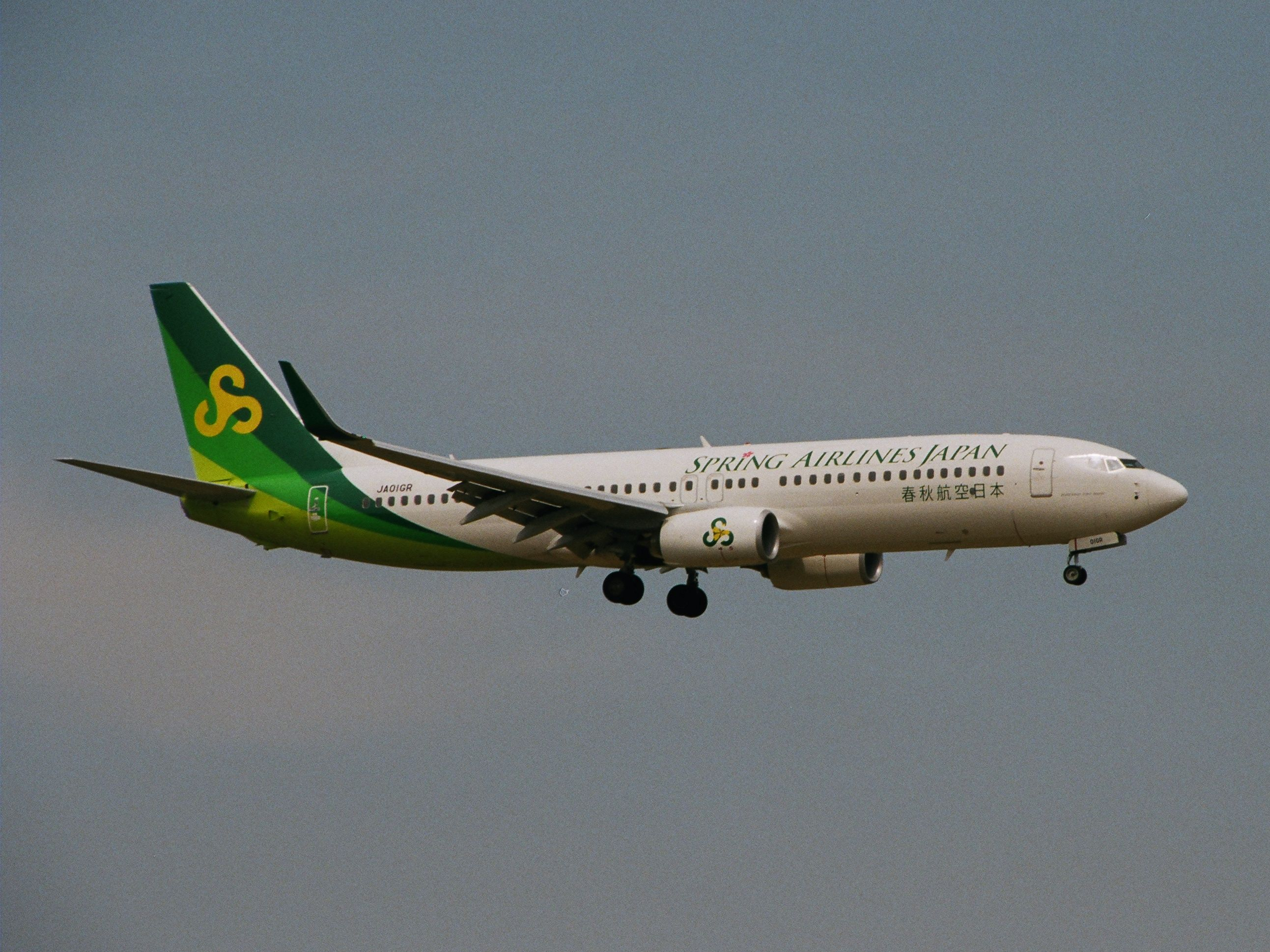
春秋航空日本的波音737-800涂装

國內航线
- 东京成田-广岛（每日兩班）
- 东京成田-札幌/新千歲（每日三至四班）

國際航線
- 东京成田-哈爾濱（每日一班）
- 东京成田-天津（每日一班）
- 东京成田-寧波（每日一班）
- 东京成田-上海浦東（每日二至三班）
- 东京成田-北京首都（每日一班）

停飞航线
- 东京成田-大阪關西
- 东京成田-高松
- 东京成田-佐贺
- 东京成田-重慶
- 东京成田-武漢
- 东京成田-南京

春秋航空日本与母公司日本航空实行代码共享。

## 机队
虽然母公司春秋航空广泛使用空中巴士的空中巴士A320系列的飞机，但由于日本的航空公司大多使用波音飞机，考虑到人员招聘及维护等多方面因素，采用全波音737-800机队。
截至2025年8月，春秋航空日本机队平均機齡11.8年，機隊如下：

## 事件
2025年6月30日20时50分左右（UTC+9），由上海浦东飞往东京成田的IJ004航班，飞行途中因机械故障，從位于超1.1万米的高空在十分钟内突然急速下降至3200余米的高度。随后飛機紧急备降关西国际机场。事后春秋航空日本取消多趟航班。